# Álcool iodobenzílico
| Álcool iodobenzílico               |                                                  |                                                  |                                                  |
| Nome                               | Álcool 2-iodobenzílico                           | Álcool 3-iodobenzílico                           | Álcool 4-iodobenzílico                           |
| Outros nomes                       | Álcool o-iodobenzílico Álcool orto-iodobenzílico | Álcool m-iodobenzílico Álcool meta-iodobenzílico | Álcool p-iodobenzílico Álcool para-iodobenzílico |
| Fórmula estrutural                 |                                                  |                                                  |                                                  |
| Número CAS                         | 5159-41-1                                        | 57455-06-8                                       | 18282-51-4                                       |
| PubChem                            | 107629                                           | 42300                                            | 29012                                            |
| Fórmula molecular                  | C7H7IO                                           | C7H7IO                                           | C7H7IO                                           |
| Massa molar                        | 234,04 g·mol−1                                   | 234,04 g·mol−1                                   | 234,04 g·mol−1                                   |
| Estado físico                      | sólido                                           | sólido                                           | sólido                                           |
| Ponto de fusão                     | 89–92 °C                                         |                                                  | 72–74 °C                                         |
| Ponto de ebulição                  |                                                  | 254–255 °C                                       |                                                  |
| Identificação- GHS                 | Sem identificação GHS                            | Sem identificação GHS                            | Atenção                                          |
| Frases H e P                       | Sem frase H                                      | Sem frase H                                      | 315 - 319 - 335                                  |
| Frases H e P                       | Sem frase EUH                                    | Sem frase EUH                                    | Sem frase EUH                                    |
| Frases H e P                       | Sem frase P                                      | Sem frase P                                      | 261 - 305+351+338                                |
| Rotulagem de substâncias perigosas | Irritante                                        | Irritante                                        | Irritante                                        |
| Frases R                           | 36/38                                            | 36/38                                            | 36/38                                            |
| Frases S                           | 26-36                                            | 26-36                                            | 26-36                                            |

O termo álcool iodobenzílico designa um grupo de substâncias químicas orgânicas, a qual é derivada a partir tanto do álcool benzílico como do iodobenzeno. A estrutura consiste de um anel benzeno com grupos hidroximetila   (–CH2OH) e iodo   (-I) acrescentados como substituintes. Através de seus diferentes arranjos (orto, meta ou para), há três isômeros constitucionais com a fórmula molecular C7H7IO.